# Homalonychus
Homalonychus – rodzaj pająków, jedyny z monotypowej rodziny Homalonychidae. Obejmuje dwa gatunki występujące w pustynnych rejonach środkowo-zachodniej Ameryki Północnej. Pająki te wędrują po piaszczystych glebach i częściowo zagrzebują się w nich. Z wyjątkiem dojrzałych samców stosują kamuflaż z poprzyczepianych do szczecinek ziarenek podłoża.

## Taksonomia
Rodzaj ten wprowadził w 1891 George Marx. W 1893 Eugène Simon umieścił go we własnej podrodzinie Homalonychinae, która w 1924 została wyniesiona do rangi rodziny przez Aleksandra Pietrunkiewicza. Ludovico di Caporiacco w 1948 zaklasyfikował do Homalonychidae rodzaj Megapyge wraz z monotypową podrodziną Megapyginae. Vincent Roth przeniósł jednak w 1984 Megapyge do ukośnikowatych. Jörg Wunderlich w 2004 obniżył Homalonychidae rangę do podrodziny w obrębie lenikowatych, jednak poglądu tego nie uznaje Norman I. Platnick. 
Jedynym rodzajem rodziny pozostaje Homalonychus, obejmujący 2 opisane gatunki:
- Homalonychus selenopoides Marx, 1891
- Homalonychus theologus Chamberlin, 1924

Trzeci gatunek: indyjski H. raghavai Patel et Reddy, 1991, został umieszczony w tym rodzaju niepoprawnie, jednak nie został jeszcze przeniesiony do innego. Prawdopodobnie należy on do lenikowatych.

## Morfologia
Ciało samców osiąga 6,5 do 9 mm, a samic 7 do 12,8 mm długości. U samic i niedojrzałych samców ciało gęsto pokrywają piłkowane lub owłosione szczecinki, do których przyczepiają się drobinki podłoża. Ubarwienie jest pomarańczowo-brązowe z nakrapianym karapaksem i ciemniejszymi: sternum, narządami gębowymi, nadustkiem i bokami części głowowej. Część głowowa karapaksu dobrze wyodrębniona, wyposażona w ośmioro oczu. Najszersze miejsce karapaksu znajduje się naprzeciwko głębokiej, podłużnej bruzdy tułowiowej. Szczękoczułki są małe, proste, o gładkich krawędziach i pozbawionych piłkowania kłach jadowych. Endyty czworokątne, skośnie ścięte i silnie zbieżne. Narządy gębowe bez serruli. Odnóża z kolcami i wieloma drobnymi szczecinkami, zakończone parą odseparowanych, bezzębnych pazurków. Trichobotria tworzą pojedynczy rządek na goleniach i nadstopiach. Na wierzchu ud cztery ciemne kropki. Opistosoma dłuższa niż szeroka, z sześcioma kądziołkami przędnymi, pozbawiona stożeczka. Narządy rozrodcze samic z dużym epigyne i dwoma spermatekami o kształcie okrągłym do owalnego. Samce mają kosokształtny embolus, funkcjonalny konduktor utworzony przez przedłużenie krawędzi tegulum, wyrostek grzbietowy u nasady cymbium oraz dużą, rzemykowatą apofizę medialną, połączoną błoną z nasadą bulbusa.

## Zachowanie i występowanie
Homalonychidae nie tworzą sieci, lecz wędrują po podłożu. Preferują gleby piaszczyste, na których tle maskują się dzięki przyczepionym drobinkom substratu i w których często częściowo się zagrzebują. Zwyczaje rozrodcze pozostają nieznane. Pojedynczy kokon jajowy znaleziono w kwietniu, jednak nie został on opisany. Dorosłe osobniki żyją co najmniej 2 lata.
Przedstawiciele rodziny występują w północno-zachodniej części Meksyku i południowo-zachodniej części Stanów Zjednoczonych, m.in. w pustynno-krzewiastych rejonach pustyń Sonora i Mojave. Spotykane są w ciągu całego roku, ale najwięcej okazów pochodzi z pierwszej jego połowy.